# Kanton Morteau
Der Kanton Morteau ist seit 1790 ein französischer Kanton im Département Doubs in der Region Bourgogne-Franche-Comté. Er umfasst 25 Gemeinden im Arrondissement Pontarlier und hat seinen Hauptort (frz.: bureau centralisateur) in Morteau. Im Rahmen der landesweiten Neuordnung der französischen Kantone wurde er im Frühjahr 2015 erheblich erweitert.

## Gemeinden
Der Kanton besteht aus 25 Gemeinden mit insgesamt 29.925 Einwohnern (Stand: 1. Januar 2022) auf einer Gesamtfläche von 49,84 km²:
| Gemeinde                | Einwohner 1. Januar 2022 | Fläche km² | Dichte Einw./km² | Code INSEE | Postleitzahl |
| ----------------------- | ------------------------ | ---------- | ---------------- | ---------- | ------------ |
| Bonnétage               | 1.001                    | 17,71      | 57               | 25074      | 25210        |
| Grand’Combe-Châteleu    | 1.507                    | 21,46      | 70               | 25285      | 25570        |
| Grand’Combe-des-Bois    | 122                      | 11,87      | 10               | 25286      | 25210        |
| La Bosse                | 86                       | 5,13       | 17               | 25077      | 25210        |
| La Chenalotte           | 532                      | 4,88       | 109              | 25148      | 25500        |
| Laval-le-Prieuré        | 33                       | 5,29       | 6                | 25329      | 25210        |
| Le Barboux              | 238                      | 11,26      | 21               | 25042      | 25210        |
| Le Bélieu               | 512                      | 10,72      | 48               | 25050      | 25500        |
| Le Bizot                | 304                      | 7,85       | 39               | 25062      | 25210        |
| Le Luhier               | 243                      | 5,21       | 47               | 25351      | 25210        |
| Le Mémont               | 45                       | 3,16       | 14               | 25373      | 25210        |
| Le Russey               | 2.546                    | 24,17      | 105              | 25512      | 25210        |
| Les Combes              | 770                      | 17,58      | 44               | 25160      | 25500        |
| Les Fins                | 3.062                    | 25,39      | 121              | 25240      | 25500        |
| Les Fontenelles         | 538                      | 8,38       | 64               | 25248      | 25210        |
| Les Gras                | 804                      | 14,99      | 54               | 25296      | 25790        |
| Montbéliardot           | 113                      | 3,80       | 30               | 25389      | 25210        |
| Mont-de-Laval           | 190                      | 8,44       | 23               | 25391      | 25210        |
| Montlebon               | 2.227                    | 27,27      | 82               | 25403      | 25500        |
| Morteau                 | 6.905                    | 14,11      | 489              | 25411      | 25500        |
| Narbief                 | 99                       | 3,47       | 29               | 25421      | 25210        |
| Noël-Cerneux            | 455                      | 6,36       | 72               | 25425      | 25500        |
| Plaimbois-du-Miroir     | 280                      | 11,71      | 24               | 25456      | 25210        |
| Saint-Julien-lès-Russey | 182                      | 10,01      | 18               | 25522      | 25210        |
| Villers-le-Lac          | 5.248                    | 30,17      | 174              | 25321      | 25130        |
| Kanton Morteau          | 28.042                   | 310,39     | 90               | 2514       | –            |

Bis zur landesweiten Neuordnung der französischen Kantone im März 2015 gehörten zum Kanton Morteau die sieben Gemeinden Grand’Combe-Châteleu, Les Combes, Les Fins, Les Gras, Montlebon, Morteau und Villers-le-Lac. Sein Zuschnitt entsprach einer Fläche von 150,97 km2. Er besaß vor 2015 einen anderen INSEE-Code als heute, nämlich 2516.

## Politik
| Vertreter im Departementrat | Vertreter im Departementrat            | Vertreter im Departementrat |
| Amtszeit                    | Namen                                  | Partei                      |
| --------------------------- | -------------------------------------- | --------------------------- |
| 2001–2015                   | Albert Rognon                          |                             |
| 2015–                       | Jacqueline Cuenot-Stalder Denis Leroux | UMP                         |